# Cavernicola lenti
Cavernicola lenti es una especie de la familia de las chinches asesinas (Reduviidae).

## Distribución
Esta especia se la encontrado en el estado de Amazonas (Brasil), generalmente asociados a roedores y murciélagos. Esta especie ha sido considerada como vector de Trypanosoma cruzi, una causa conocida de la enfermedad de Chagas.

## Características
Las hembras adultas pueden alcanzar una longitud máxima de entre 11 y 12 mm, mientras que los machos adultos entre 9,5 y 10 mm.

## Etimología
El nombre de esta especie fue puesto en honor al distinguido entomólogo brasileño y autoridad en los Triatominae Dr. Herman Lent.